# مانوئل آستورگا
مانوئل آستورگا (اسپانیایی: Manuel Astorga‎؛ زادهٔ ۱۵ مهٔ ۱۹۳۷) بازیکن فوتبال اهل شیلی بود.

## باشگاهی
از باشگاه‌هایی که در آن بازی کرده‌است می‌توان به باشگاه فوتبال یونیورسیداد شیلی و باشگاه ورزشی آئوداکس ایتالیانو اشاره کرد.

## تیم ملی
وی همچنین در تیم ملی فوتبال شیلی بازی کرده‌است.